# غلي جان
غلي جان هي قرية في مقاطعة كوثر، إيران. عدد سكان هذه القرية هو 435 في سنة 2006.